# Дом Энгельгардта (Смоленск)
Дом Энгельга́рдта — памятник архитектуры, объект культурного наследия регионального значения. Находится в центре Смоленска, по адресу: улица Глинки, дом 4.

## Внешний вид и история
Здание представляет собой двухэтажное строение с одноэтажными выступами по бокам. Фасадом здание выходит на улицу Глинки, тыльной стороной — на фрагмент крепостной стены в Сквере Памяти Героев. Дом строился в 1878—1879 годах для смоленского городского головы, камер-юнкера А. П. Энгельгардта. Автором проекта был архитектор Ю. Ю. Коноплянский. При своей небольшой высоте дом выделяется из всей окружающей застройки своим богатым убранством и живописной композицией. Данный особняк считается лучшим архитектурным произведением периода эклектики, стилизованным под барокко, в Смоленской области. Основной объём здания — прямоугольный. Он дополняется асимметричными выступами со двора. Мезонин здания завершается пологой кровлей. Фасад здания украшен тумбами с вазонами, аттиками с круглым отверстием в центре. Верхние углы окон скруглены. Кирпичные стены здания оштукатурены.
Арочный вход в здание ведёт в большой вестибюль. В юго-восточном углу здания находится зал со множеством окон, а в северо-западном — зимний сад. Трёхмаршевая лестница ведёт в мезонин. Подвал здания состоит из помещений с парусными и бочарными сводами, прорезанных распалубками и разделённых арками.
С юга к дому примыкают трёхпролётные арочные ворота, декорированные под барокко.
В настоящее время в здании расположен Дворец Бракосочетания.